# Vanessa Gusmeroli
 (septembre 2020).
Si vous disposez d'ouvrages ou d'articles de référence ou si vous connaissez des sites web de qualité traitant du thème abordé ici, merci de compléter l'article en donnant les références utiles à sa vérifiabilité et en les liant à la section « Notes et références ».
Vanessa Gusmeroli est une patineuse artistique et skieuse nautique française, née le 19 septembre 1978 à Annecy (France), menant de front une carrière sportive de haut niveau dans ces deux sports. Depuis 2006 entraîneur diplômé d'Etat supérieur de la jeunesse, de l'éducation populaire et du sport. Depuis 2008, elle est reconnue par de la fédération internationale de patinage comme une spécialiste technique et a officié lors de nombreuses compétitions internationales dont les derniers olympiques.

## Biographie

### Enfance
Née dans les montagnes alpines françaises, Vanessa Gusmeroli vit entre le lac d'Annecy et la station de sports d'hiver de La Clusaz où son père possédait une pizzeria. Elle choisit de faire du patinage à sept ans. Très vite, c'est vers le patinage individuel qu'elle se dirige. En parallèle, Vanessa pratique un autre sport qu'elle apprécie beaucoup, le ski nautique, où elle va devenir d'ailleurs en 1991 vice-championne de France espoir et vice-championne d'Europe dans ce sport aquatique. Elle va mener de front ces deux sports tout au long de sa carrière et devra faire un choix, c'est alors que son choix se porte sur le patinage.

### Carrière sportive

#### Saison 1992/1993
Vanessa Gusmeroli participe pour la première fois de sa carrière sportive à des championnats de France élite, alors qu'elle n'a encore que quatorze ans. Les championnats se déroulent à Grenoble, à côté d'Annecy où elle s'entraîne avec Didier Lucine au club de patinage de sa ville natale. Elle réussit l'exploit de s'y classer 4e, derrière les grandes patineuses françaises de l'époque : Surya Bonaly, Marie-Pierre Leray et Laëtitia Hubert.

#### Saison 1993/1994
La FFSG (Fédération française des sports de glace) la sélectionne pour participer aux championnats du monde junior à Colorado Springs. Elle conquiert alors la 4e place mondiale junior. Elle participe également à ses deuxièmes championnats de France Elite, à Rouen, mais ne connaît pas la même réussite que la saison passée puisqu'elle doit se contenter de la 7e place.

#### Saison 1994/1995
De nouveau sélectionnée pour les championnats du monde junior, organisés à Budapest, elle confirme son résultat de la saison dernière en prenant la 5e place. Lors des championnats de France à Bordeaux, elle remonte dans la hiérarchie nationale et se rapproche de nouveau du podium en se classant 5e.

#### Saison 1995/1996
Vanessa Gusmeroli participe pour la première fois au Trophée NHK. Elle s'y classe 6e. Elle se rend ensuite pour la dernière fois à des championnats du monde junior, à Brisbane en Australie, mais ne réussit pas pour sa dernière tentative à monter sur le podium. Elle se classe 6e. Lors des championnats de France à Albertville, elle doit abandonner la compétition, ce qui ne l'empêche pas d'être sélectionnée par la fédération pour ses premiers championnats d'Europe. Ceux-ci sont organisés à Sofia en janvier 1996 et Vanessa se classe directement dans le top 10 européen à la 8e place. Son entrée dans le patinage "sénior" est réussie. Deux mois plus tard, en mars 1996, elle participe à ses premiers championnats du monde organisés à Edmonton et prend la 14e place mondiale.

#### Saison 1996/1997
Vanessa va sans doute connaître sa meilleure saison. Elle patine son programme long sur la musique Great Circus Orchestra. Elle commence par trois épreuves du grand-prix en octobre et novembre : le Skate America (7e), le trophée Lalique (4e) et la Coupe des Nations en Allemagne où elle prend la médaille de bronze. En décembre, aux championnats de France à Amiens, Vanessa s'impose dans le patinage féminin français en montant sur le podium à la seconde place, derrière la grande championne de l'époque, Surya Bonaly qui vient de remporter son neuvième titre national. En janvier 1997, les championnats d'Europe sont organisés à Paris, et Vanessa va progresser en prenant la 6e place. Et puis arrivent les championnats du monde de mars 1997 à Lausanne. Vanessa se classe seconde de ses qualifications, puis seconde du programme court. Le 22 mars 1997, elle ne peut se classer que 4e du programme long, mais avec son avance, obtient une médaille de bronze mondiale derrière deux américaines: la future championne olympique Tara Lipinski et la future quintuple championne du monde Michelle Kwan. Vanessa a surpris tout le monde en obtenant cette médaille mondiale, personne ne l’attendait à une telle performance, devançant de grandes patineuses comme les russes Irina Sloutskaïa ou Maria Butyrskaya.

#### Saison 1997/1998
On attend une confirmation des excellentes performances de Vanessa pour cette année olympique. Elle patine son programme long sur le thème des quatre éléments (l'eau, la terre, l'air et le feu) de divers compositeurs. En novembre, elle enchaîne le Skate Canada (7e), le Trophée Lalique (médaille de bronze) et le Trophée NHK (4e). Ce début de saison est mitigé par rapport à sa médaille obtenue aux championnats du monde la saison passée. En décembre, Vanessa va redescendre à la 3e place des championnats de France à Besançon. En janvier 1998, elle sort du top 10 européen en ne prenant que la 11e place aux championnats d'Europe à Milan. Cette position est de mauvais augure pour les jeux olympiques d'hiver de Nagano qui se profilent à l'horizon. Ce sont ses premiers jeux. Vanessa prend la 8e place provisoire après son programme court et remonte à la 6e place olympique avec son programme long. Il s'agit de bons résultats mais qui déçoivent par rapport aux espoirs placés en elle depuis la saison passée. Pour la remotiver, Didier Lucine décide d'envoyer Vanessa aux États-Unis, juste après les jeux, à Bloomfield Hills dans le Michigan, pour être entraînée par Richard Callaghan qui s'occupe déjà de Tara Lipinski et de Todd Eldredge. Mais elle ne se rattrapera pas lors des championnats du monde de mars 1998 à Minneapolis où elle s'écroule à la 16e place. Vanessa semble avoir été désorientée après sa médaille mondiale de 1997, et a complètement raté sa saison olympique. Elle possède sans aucun doute de réelles qualités techniques mais elle apparaît trop irrégulière sur ses sauts et trop émotive lors des grands événements sportifs.

#### Saison 1998/1999
Elle change de programme long sur la musique Rats d'hôtel de Maxime Rodriguez. Elle se présente en novembre au Trophée Lalique où elle conserve sa médaille de bronze, puis début décembre au Trophée NHK où elle ne peut pas obtenir mieux que la 5e place. En décembre, elle reconquiert sa médaille d'argent, perdue la saison passée, aux championnats de France à Lyon, derrière Laëtitia Hubert. Elle va ensuite revenir à un bon niveau en retrouvant le top 10 européen et le top 10 mondial. En janvier 1999, aux championnats d'Europe à Prague, elle se classe 5e, et aux championnats du monde en mars 1999 à Helsinki, elle se classe également 5e. Pas de podium, mais le retour dans les hauts du classement, plus conforme à son niveau de la saison 1996/1997.

#### Saison 1999/2000
Aucune épreuve de grand-prix pour Vanessa lors de cette nouvelle saison. Elle choisit de patiner sur la musique du film Légendes d'automne de James Horner. Elle se présente en décembre aux championnats de France à Courchevel, et malgré des ennuis de santé, elle conquiert son premier titre de championne de France. Parallèlement, elle décide de quitter son entraîneur de toujours, Didier Lucine, et sa ville d'Annecy, pour partir s'entraîner à Paris avec le russe Stanislas Leonovitch qui s'occupe déjà du couple artistique français Sarah Abitbol et Stéphane Bernadis. Ce départ doit lui permettre de préparer les jeux olympiques de Salt Lake City qui doivent avoir lieu dans deux saisons. En février 2000, Vanessa se présente confiante aux championnats d'Europe à Vienne. Elle va y obtenir son meilleur résultat européen en se classant 4e. Lors des championnats du monde de mars 2000 organisée en France à Nice, elle manque de peu de retrouver sa médaille de bronze mondiale et termine à la 4e place. Vanessa ne monte pas sur les podiums des grands championnats mais conserve son meilleur niveau mondial.

#### Saison 2000/2001
Katia Beyer prend le relais de Stanislas Leonovitch comme entraîneur. Vanessa va se représenter en novembre à deux épreuves du grand-prix : la Coupe des Nations (6e) et le Trophée Lalique (4e). En décembre, aux championnats de France à Briançon, elle conserve pour la deuxième année consécutive son titre national, en patinant le programme long  sur la musique du film Jeanne d'Arc de Éric Serra. Aux championnats d'Europe de janvier 2001 à Bratislava, elle reste dans le top 10 européen mais ne peut se maintenir au niveau qui était le sien la saison passée. Elle ne se classe que 9e. Voyant que son programme long ne lui convient pas, elle décide de reprendre son programme Légendes d'automne de l'an passé pour les championnats du monde de mars 2001 à Vancouver. Mais même en changeant de programme, Vanessa ne se classe que 9e mondiale. Ces deux contre-performances ne sont pas bonnes dans la perspective des jeux olympiques à venir.

#### Saison 2001/2002
Vanessa Gusmeroli patine son programme long sur Papillon de Vangelis. Elle commence très mal sa saison olympique avec seulement une dixième place au Trophée Lalique de novembre. Le mois suivant à Grenoble, elle conserve néanmoins son titre de championne de France pour la troisième fois. En janvier 2002, un mois avant les jeux, Vanessa va patiner aux championnats d'Europe à Lausanne, sur la même patinoire qui l'a vue conquérir la médaille de bronze mondiale en 1997, il y a déjà cinq saisons. Son résultat sera loin d'être le même puisqu'elle n'arrive plus à entrer dans le top 10 européen. Elle ne prend que la 11e place. Un mois plus tard, aux jeux olympiques de Salt Lake City, elle dégringole à la 16e place (alors qu'elle était sixième aux jeux de Nagano quatre ans auparavant). Vanessa décide de faire une pause après les jeux et ne participe pas aux championnats du monde de mars 2002 à Nagano.

#### Saison 2002/2003
Vanessa Gusmeroli semble vouloir revenir aux compétitions mais déclare forfait aux championnats de France à Asnières-sur-Seine en décembre 2002. C'est alors qu'elle décide en 2003 de quitter le patinage amateur et de se professionnaliser.

### Reconversion
À la fin de sa carrière amateur, elle s’est tournée vers de nombreux galas et spectacles, notamment Les Étoiles de la Glace, Holliday on ice,...
Elle s’est ensuite engagée dans l’encadrement et l'entraînement sportif et le suivi mental des athlètes.

### Entraîneure à Genève
Depuis 2008, elle est entraîneure de patinage artistique au www.cpgeneve.ch, où elle encadre tous les publics, du loisir à la compétition.
Elle intervient également auprès de joueurs de hockey sur glace pour développer leurs habiletés techniques spécifiques sur glace : glisse, posture, appuis, précision.

### Accompagnement mental des sportifs @INLPTA
Depuis 2019, elle propose un accompagnement mental et émotionnel à destination des sportifs, notamment les jeunes en sport-études ou en transition vers le haut niveau. 
Son approche globale inclut la gestion du stress, la confiance en soi, la régulation de l’énergie et la motivation durable.
Elle s’appuie sur une conviction forte :
« Ce n’est pas en gagnant qu’on devient heureux, mais en étant heureux qu’on peut gagner. »

### Diplômes et certifications
Elle est professeur diplômée d'État français 2e degré en patinage artistique, entraîneur Swiss Olympic, professeure diplômée en ski nautique et mentor-coach certifiée par l’INLPTA (International NLP Trainers Association) en Programmation Neuro-Linguistique (PNL).

### Specialiste technique internationale
Vanessa Gusmeroli est également spécialiste technique pour l’International Skating Union (ISU).
Elle débute dans le jugement lors des Masters 2005 à Reims. Depuis, elle officie chaque année dans les plus grandes compétitions internationales, dont les Jeux Olympiques de Sotchi, les Championnats du monde et les Finales du Grand Prix ISU.

### Carrière multisport
Son parcours est marqué par une pratique de plusieurs sport à haut niveau, Patinage Artistique mais aussi ski nautique et Roller inline, faisant partie des équipes de France et remportant de nombreuses compétitions nationales et internationales. 

### Engagement associatif VGSKATING
Soucieuse de proposer des solutions d’entraînement hors glace, elle fonde à Genève l’association de Roller : Ville Genève Skating VGSKATING, permettant aux patineurs de poursuivre leur préparation via le roller inline.
En 2014 et 2015, elle remporte avec Matthieu Jost la catégorie Danse Adult Master de l’Open Mondial de roller inline dont celle de 2025 était organisé à Genève.

### Projet entrepreneurial SPORTLOGIN
Vanessa Gusmeroli est également la fondatrice de SportLogin, un logiciel de gestion destiné aux travailleurs indépendants et aux structures sportives et artistiques.
Ce projet vise à faciliter la gestion des plannings, de la facturation et des activités administratives au quotidien. 

### Vie privée
En couple avec le patineur Matthieu Jost depuis 2003. Ils sont les parents de deux filles Kim et Taïna, qui patinent au sein du club de patinage de Genève et ont toutes les deux obtenues un titre de championne genevoise, en 2022 pour Taïna et en 2024 et en 2025 pour Kim.

## Palmarès
| Compétition                         | 1993    | 1994    | 1995    | 1996    | 1997    | 1998    | 1999    | 2000    | 2001    | 2002    | 2003    |  |  |  |
| Jeux olympiques d'hiver             |         |         |         |         |         | 6e      |         |         |         | 16e     |         |  |  |  |
| Championnats du monde               |         |         |         | 14e     | 3e      | 16e     | 5e      | 4e      | 9e      |         |         |  |  |  |
| Championnats d’Europe               |         |         |         | 8e      | 6e      | 11e     | 5e      | 4e      | 9e      | 11e     |         |  |  |  |
| Championnats de France              | 4e      | 7e      | 5e      | A       | 2e      | 3e      | 2e      | 1re     | 1re     | 1re     | F       |  |  |  |
| Championnats du monde juniors       |         |         | 5e      | 6e      |         |         |         |         |         |         |         |  |  |  |
|                                     |         |         |         |         |         |         |         |         |         |         |         |  |  |  |
| Grand Prix ISU                      | 1992/93 | 1993/94 | 1994/95 | 1995/96 | 1996/97 | 1997/98 | 1998/99 | 1999/00 | 2000/01 | 2001/02 | 2002/03 |  |  |  |
| Skate America                       |         |         |         |         | 7e      |         |         |         |         |         |         |  |  |  |
| Skate Canada                        |         |         |         |         |         | 7e      |         |         |         |         |         |  |  |  |
| Coupe d'Allemagne                   |         |         |         |         | 3e      |         |         |         | 6e      |         |         |  |  |  |
| Trophée de France                   |         |         |         |         | 4e      | 3e      | 3e      |         | 4e      | 10e     |         |  |  |  |
| Trophée NHK                         |         |         |         | 6e      |         | 4e      | 5e      |         |         |         |         |  |  |  |
| Légende : F = Forfait ; A = Abandon |         |         |         |         |         |         |         |         |         |         |         |  |  |  |

Ski nautique:
- Médaille d'or des Championnats d'Europe en 1994 en Figures
- Médaille d'argent des Championnats d'Europe en 1994 en Slalom et Combiné
- Championne de France en Figures en 1997
- Membre de l'Equipe de France Elite 1990 à 1998

Roller-in line artistique:
- Médaille d'or de l'Open Mondial 2014 et 2015 en couple avec Matthieu Jost